# Czarna (przystanek kolejowy)
Czarna (biał. Чорнае, ros. Чёрное) – przystanek kolejowy w pobliżu miejscowości Czarna, w rejonie postawskim, w obwodzie witebskim, na Białorusi. Położony jest na linii Królewszczyzna - Łyntupy.